# 8e cérémonie des New York Film Critics Online Awards
La 8e cérémonie des New York Film Critics Online Awards, décernés par la New York Film Critics Online, a eu lieu le 15 décembre 2008, et a récompensé les films réalisés dans l'année.

## Palmarès

### Top 10
(Par ordre alphabétique)
- Be Happy  (Happy-Go-Lucky)
- Che
- Un conte de Noël
- The Dark Knight : Le Chevalier noir (The Dark Knight)
- L'Étrange Histoire de Benjamin Button (The Curious Case of Benjamin Button)
- Harvey Milk (Milk)
- Rachel se marie (Rachel Getting Married)
- Slumdog Millionaire
- WALL-E
- The Wrestler

### Catégories
- Meilleur film :
  - Slumdog Millionaire
- Meilleur réalisateur :
  - Danny Boyle (et Loveleen Tandan) pour Slumdog Millionaire
- Meilleur acteur :
  - Sean Penn pour le rôle de Harvey Milk dans Harvey Milk (Milk)
- Meilleure actrice :
  - Sally Hawkins pour le rôle de Poppy dans Be Happy (Happy-Go-Lucky)
- Meilleur acteur dans un second rôle :
  - Heath Ledger pour le rôle du Joker dans The Dark Knight : Le Chevalier noir (The Dark Knight) (à titre posthume)
- Meilleure actrice dans un second rôle :
  - Penélope Cruz pour le rôle de María Elena dans Vicky Cristina Barcelona
- Meilleure distribution :
  - Harvey Milk (Milk)
- Révélation de l'année :
  - Sally Hawkins – Be Happy (Happy-Go-Lucky)
- Meilleur premier film :
  - Martin McDonagh pour Bons baisers de Bruges (In Bruges)
- Meilleur scénario :
  - Slumdog Millionaire – Simon Beaufoy
- Meilleure photographie :
  - Slumdog Millionaire – Anthony Dod Mantle
- Meilleure musique de film :
  - Slumdog Millionaire – A. R. Rahman
- Meilleur film en langue étrangère :
  - 4 Mois, 3 semaines, 2 jours (4 luni, 3 săptămâni şi 2 zile) •  Roumanie
- Meilleur film d'animation :
  - WALL-E
- Meilleur film documentaire :
  - Le Funambule (Man on Wire)